# Чепнгетич, Рут
Рут Чепнгетич (англ. Ruth Chepng'etich, род. 8 августа 1994, Керичо, Рифт-Валли) — кенийская легкоатлетка, специализирующаяся в марафонском беге. Чемпионка мира 2019 года. Рекордсменка мира в марафоне с 13 октября 2024 года (2:09:56, Чикаго).

## Карьера
Рут Чепнгетич выиграла Стамбульский марафон в 2018 году, пробежав за 2:18:35. Её время стало рекордом этого марафона.
На 20-м Дубайском марафоне Рут Чепнгетич отпраздновала победу, установив также рекорд трассы 2 часа 17 минут и 8 секунд.
В Катаре на предолимпийском чемпионате мира в сентябре 2019 года Рут финишировала на первом месте в марафоне и завоевала золотую медаль. Она показала время 2:32:43 и обогнала ближайшую преследовательницу на 1 минуту и 3 секунды. В апреле 2021 года в Стамбуле установила мировой рекорд в полумарафонской дисциплине — 1:04.02.
На Олимпийских играх в Токио, которые проходили в 2021 году, не сумела финишировать в марафоне в Саппоро.
На Олимпийских играх 2024 года в Париже не выступала.
13 октября 2024 года выиграла Чикагский марафон, установив новый мировой рекорд среди женщин — 2:09:56. Чепнгетич превысила прежний мировой рекорд (2:11:53) почти на две минуты и стала первой женщиной, пробежавшей марафон быстрее 2 часов и 10 минут. Чепнгетич посвятила свой рекорд кенийскому стайеру и рекордсмену мира в марафоне Келвину Киптуму, который погиб в феврале 2024 года.